# Stockholm Open 2016
Stockholm Open 2016 var den 48:e upplagan av Stockholm Open, en tennisturnering i Stockholm, Sverige. Turneringen var en del av 250 Series på ATP-touren 2016 och spelades inomhus på hard court i Kungliga tennishallen mellan den 17–23 oktober 2016.
Juan Martín del Potro vann singeltiteln efter att ha besegrat Jack Sock i finalen. Bröderna Elias och Mikael Ymer vann dubbeltiteln efter att ha besegrat Mate Pavić och Michael Venus i finalen.

## Mästare

### Singel
- Juan Martín del Potro besegrade  Jack Sock, 7–5, 6–1

### Dubbel
- Elias Ymer /  Mikael Ymer besegrade  Mate Pavić /  Michael Venus, 6–1, 6–1